# Jacaranda brasiliana
Jacaranda brasiliana là một loài thực vật có hoa trong họ Chùm ớt. Loài này được (Lam.) Pers. mô tả khoa học đầu tiên năm 1807.